# 扎布汗省
扎布汗省（羅馬化：Zavkhan aimag）位於蒙古國西北部，面積82,455平方公里，人口65,481（2011年）。首府烏里雅蘇臺城。

## 行政区划
扎布汗省下辖24个苏木：

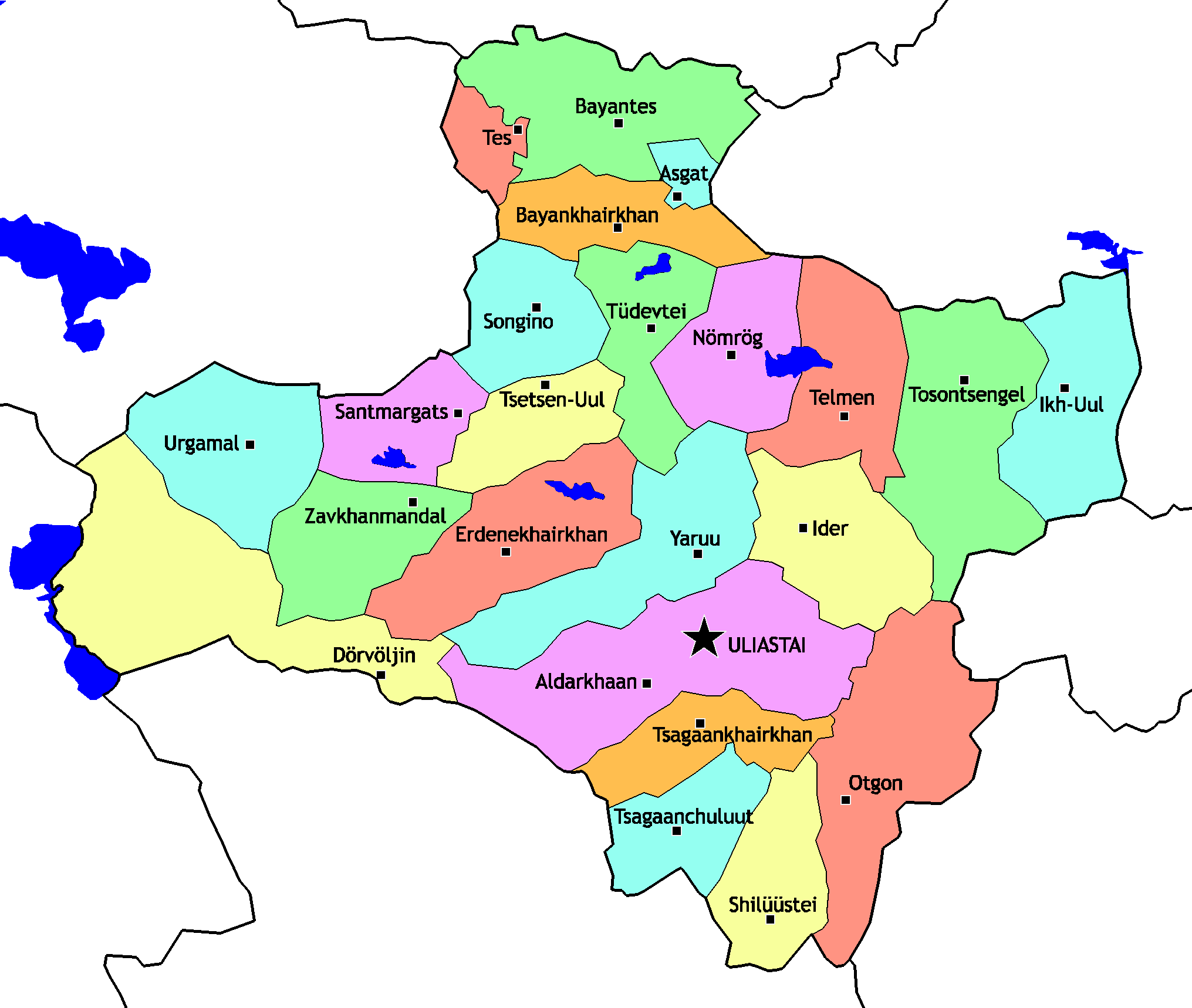
扎布汗省分县地图

| 扎布汗省的苏木行政中心地图 |
| -------------------------- |
| \| \| 50km · 30miles 扎布汗曼达勒苏木 亚鲁苏木 乌尔嘎马勒苏木 图德布台苏木 车臣乌拉苏木 查干海尔汗苏木 查干楚鲁特苏木 陶松臣格勒苏木 特斯苏木 特勒门苏木 松吉瑙苏木 希鲁斯台苏木 桑特马尔嘎茨苏木 鄂特贡苏木 讷木勒格苏木 伊赫乌拉苏木 伊德尔苏木 额尔德尼海尔汗苏木 德尔沃勒金苏木 巴彦特斯苏木 巴彦海尔汗苏木 阿斯嘎特苏木 阿勒达尔汗苏木 乌里雅苏台城 (乌里雅苏台苏木) '"`UNIQ--templatestyles-0000002F-QINU`"' 苏木在扎布汗省 Legend： · 1: 乌里雅苏台城 (乌里雅苏台苏木) 2: 阿勒达尔汗苏木 3: 阿斯嘎特苏木 · 4: 巴彦海尔汗苏木 5: 巴彦特斯苏木 6: 德尔沃勒金苏木 · 7: 额尔德尼海尔汗苏木 8: 伊德尔苏木 9: 伊赫乌拉苏木 10: 讷木勒格苏木 · 11: 鄂特贡苏木 12: 桑特马尔嘎茨苏木 13: 希鲁斯台苏木 14: 松吉瑙苏木 · 15: 特勒门苏木 16: 特斯苏木 17: 陶松臣格勒苏木 18: 查干楚鲁特苏木 · 19: 查干海尔汗苏木 20: 车臣乌拉苏木 21: 图德布台苏木 · 22: 乌尔嘎马勒苏木 23: 亚鲁苏木 24: 扎布汗曼达勒苏木 ·                           |
|                            |

- 鄂特贡腾格尔山
- 面向鄂特贡腾格尔山的祈祷平台，位于乌里雅苏台城外 15 公里处的观景点。
- 乌里雅苏台的市政府行政大樓
- 乌里雅苏台的道诺伊机场
- 阿勒达尔汗苏木
- 亚鲁苏木以南 8 公里處，它看起來像一件解開的襯衫，所以當地人稱它為襯衫樹。
- 亚鲁苏木的 鹿石（英语：Deer_stone）巨石
- 哈尔湖(黑湖) ，烏拉格慶黑湖國家公園
- 哈尔湖(黑湖) ，烏拉格慶黑湖國家公園